# Campeonato Alemán de Fútbol 1956
El Campeonato Alemán de Fútbol 1956 fue la 46.ª edición de la máxima competición futbolística de Alemania Federal.

## Grupo 1
| Equipo              | PJ | PG | PE | PP | GF | GC | Dif | Pts |
| ------------------- | -- | -- | -- | -- | -- | -- | --- | --- |
| Karlsruher SC       | 6  | 3  | 1  | 2  | 7  | 5  | +2  | 7   |
| FC Schalke 04       | 6  | 3  | 1  | 2  | 16 | 12 | +4  | 7   |
| 1.FC Kaiserslautern | 6  | 3  | 1  | 2  | 16 | 13 | +3  | 7   |
| Hannover 96         | 6  | 1  | 1  | 4  | 8  | 17 | -9  | 3   |

## Grupo 2
| Equipo             | PJ | PG | PE | PP | GF | GC | Dif | Pts |
| ------------------ | -- | -- | -- | -- | -- | -- | --- | --- |
| Borussia Dortmund  | 6  | 4  | 1  | 1  | 19 | 4  | +15 | 9   |
| Hamburgo SV        | 6  | 4  | 1  | 1  | 14 | 10 | +4  | 9   |
| VfB Stuttgart      | 6  | 1  | 2  | 3  | 9  | 14 | -5  | 4   |
| Viktoria 89 Berlin | 6  | 0  | 2  | 4  | 7  | 21 | -14 | 2   |

## Final
| Borussia Dortmund | 4 – 2 | Karlsruher SC |

Borussia Dortmund clasifica a la Copa de Campeones de Europa 1956-57.
|                                     |
| Campeón Borussia Dortmund 1° título |